# Tuxtla Chico (kommun)
Tuxtla Chico är en kommun i Mexiko.   Den ligger i delstaten Chiapas, i den sydöstra delen av landet, 900 km sydost om huvudstaden Mexico City.
Följande samhällen finns i Tuxtla Chico:
- Tuxtla Chico
- 2da. Sección de Medio Monte
- Manuel Lazos
- 1ra. Sección de Izapa
- Talismán
- Sección la Toma
- Los Encinos
- Miguel Hidalgo
- San Joaquín
- Sección Margaritas
- El Aguinal
- 2da. Sección de Cahoa
- Fracción Vida Mejor Francisco Villa
- 15 de Abril
- Fracción la Jeringa